# Coronel Pringles megye
Coronel Pringles egy megye Argentína középső részén, San Luis tartományban. Székhelye La Toma.

## Népesség
A megye népessége a közelmúltban a következőképpen változott:
| Év   | Lakosság |
| ---- | -------- |
| 2001 | 12 467   |
| 2010 | 13 157   |